# 妮迪·阿加瓦爾
妮迪·阿加瓦爾（英語：Nidhhi Agerwal，1993年8月17日—）是印度模特、舞者和演员，曾出演宝莱坞和泰卢固語电影。2017年她在电影《Munna Michael》中首次亮相。 她是2014年雅马哈魅力女神（Yamaha Fascino Miss Diva）决赛选手。

## 早年生活
她出生在印度海德拉巴，於班加罗尔长大。曾在Vidyashilp學院（Vidyashilp Academy）和Vidya Niketan學校上学（Vidya Niketan School）。她毕业于班加羅爾基督大学工商管理专业。她在芭蕾舞、Kathak舞和肚皮舞方面训练有素。

## 事业
2016年导演薩比爾·可汗證实，阿加瓦尔将和泰格·史洛夫一起出演他的电影《Munna Michael》。她是从300名候选人中選拔出来的。关于她对表演的热情，她说：“我一直想成为一名演员。每次我看到艾西瓦娅·雷出現廣告板裡，我就告诉自己，总有一天我的脸也会出现在那里”。她也被要求在电影拍攝结束前签署不约会条款。她还签下了由斯里·納拉揚·辛格执导的一部KriArj娛樂的电影。这将是她的第二部宝莱坞电影和繼電影《Toilet: Ek Prem Katha》和《Batti Gul Meter Chalu》後斯里·納拉揚·辛格的第三次執導電影。

## 作品
| 日期 | 片名            | 角色                   | 語言     | 備註                |
| ---- | --------------- | ---------------------- | -------- | ------------------- |
| 2017 | Munna Michael   | Dolly / Deepika Sharma | 印地语   | 印地語處女作/主演   |
| 2018 | Savyasachi      | Chitra                 | 泰卢固语 | 泰卢固语處女作/主演 |
| 2019 | Mr. Majnu       | Nikki                  | 泰卢固语 | 發布了              |
| 2019 | Ikka            |                        | 印地語   | 前期製作            |
| 2019 | I-Smart Shankar |                        | 泰卢固语 | 拍攝中              |

## 电视
- The Kapil Sharma秀（英语：The Kapil Sharma Show）

## 荣誉
- 荣获亚洲影视学院（英语：Asian Academy of Film & Television）国际影视俱乐部终身会员资格
- 2014年雅马哈魅力女神（Yamaha Fascino Miss Diva）决赛选手[3]
- Zee电影奖（Zee cine Awards）最佳女演员处女作-《Munna Michael》